# Caccobius leleupi
Caccobius leleupi là một loài bọ cánh cứng trong họ Bọ hung (Scarabaeidae).